# 宇佐美定滿

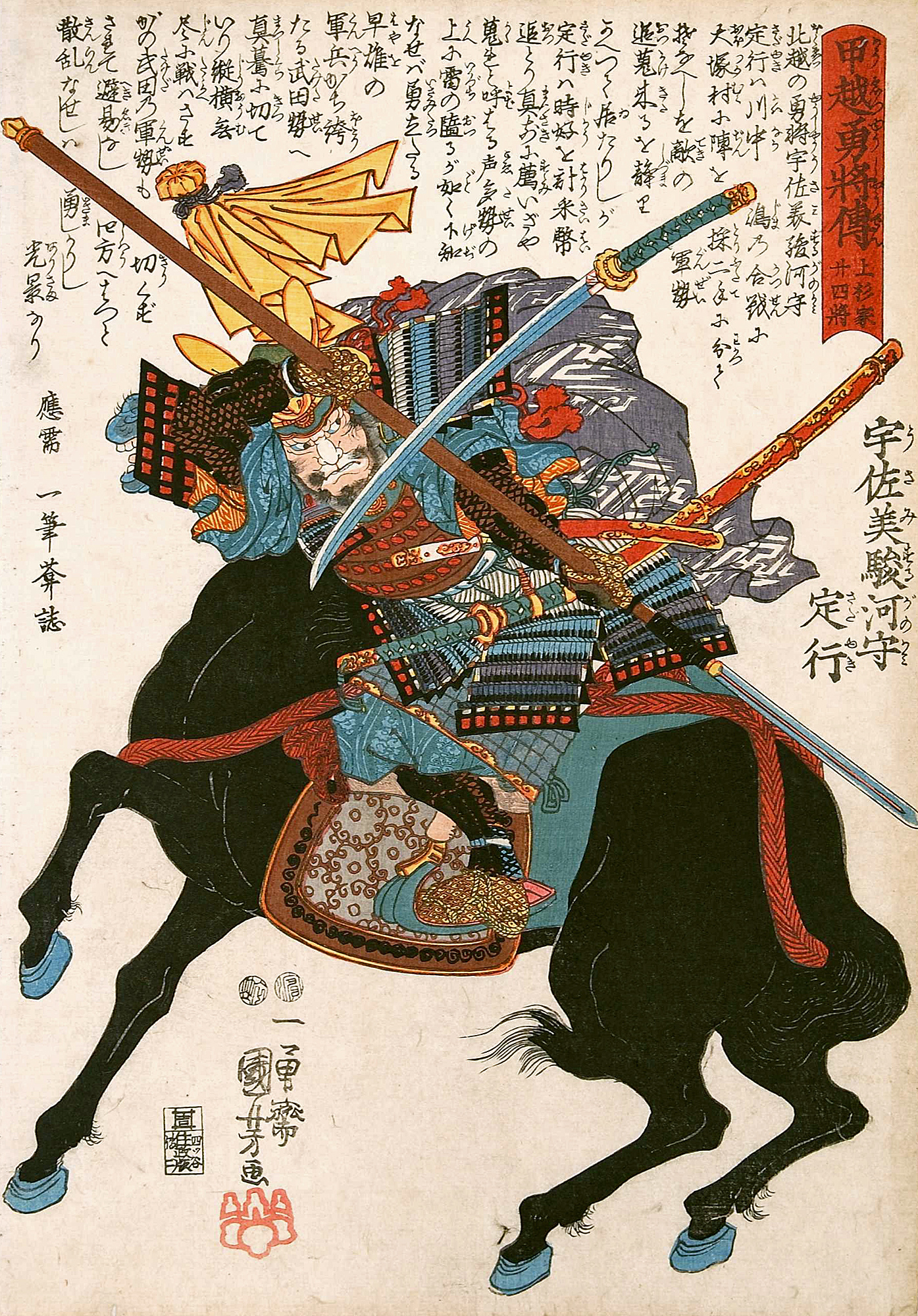
宇佐美定滿（歌川國芳繪畫）

宇佐美定滿（1489年—1564年8月11日），為日本戰國時代武將，稱作駿河守（するがのかみ）。越後國琵琶島城主（現在之新潟縣柏崎市）。
最初同父親宇佐美房忠仕奉越後守護職上杉氏一族的上條家、與越後守護代長尾為景對抗作戰、之後降服於長尾氏、為景死後繼續仕奉其子長尾景虎（上杉謙信）。曾協助景虎降服同族的上田長尾家之長尾政景而立下戰功。
永祿7年（1564年），他在阪戶城近郊的野尻池與長尾政景一起溺死、他死後宇佐美氏也跟著沒落，之後琵琶島城也跟著荒廢。曾有說法是宇佐美為了肅清與謙信敵對的長尾政景而以自己犧牲的方式和政景共赴黃泉。亦有一說是在這之前的永祿五年，他在武藏上尾原和後北條氏作戰時戰死。
17世紀時仕奉於和歌山藩的軍學者宇佐美定祐，大力提倡上杉謙信軍法「越後流軍學」以對抗當時流行的武田信玄軍法「甲州流軍學」。他自稱其先祖即是上杉謙信的軍師宇佐美駿河守定行，這個虛構的人物據信即是以宇佐美定滿所編造出來。